# Juventus Next Gen 2023-2024
Questa voce raccoglie le informazioni riguardanti la Juventus Next Gen nelle competizioni ufficiali della stagione 2023-2024.

## Stagione
L'annata 2023-2024 della seconda squadra bianconera vede la principale novità, dietro la scrivania, nel ritorno di Claudio Chiellini come Head of Next Gen Area. Sul campo la squadra, affidata per la seconda stagione consecutiva a Massimo Brambilla, vede il suo maggiore innesto nel fuoriquota Simone Guerra in attacco.
Altra novità, per la prima volta la Juventus Next Gen viene inserita nel girone B del campionato di Serie C, quello dell'Italia centrale; ciò a causa della contemporanea presenza nel girone A di un'altra seconda squadra, quella dell'Atalanta U23. L'impatto col nuovo raggruppamento si rivela difficile, tanto che i torinesi chiudono il girone di andata impantanati in zona play-out; al contrario, la tornata conclusiva fa registrare un netto cambio di passo da parte dei bianconeri, che risalgono la china e, una volta raggiunto l'obiettivo minimo della salvezza, proseguono nel loro positivo cammino fino al successo del 14 aprile sul campo del Pineto, con cui si assicurano la qualificazione ai play-off con due turni di anticipo. La stagione regolare si chiude per la Next Gen al settimo posto in classifica, migliore piazzamento della sua storia.
Nella prima fase dei play-off, la Next Gen supera al primo turno l'Arezzo e poi, al secondo turno, sovvertendo il fattore campo, il Pescara, approdando così alla fase nazionale. Qui, agli ottavi di finale la squadra elimina la Casertana, ribaltando nel retour match di Caserta la sconfitta patita all'andata ad Alessandria. Il cammino dei bianconeri nei play-off si ferma ai quarti di finale – eguagliando il loro migliore risultato societario –, contro la Carrarese già affrontata in regular season, al termine di due pareggi che tuttavia sono insufficienti ai piemontesi, a causa del peggiore piazzamento conseguito in stagione rispetto ai toscani.
In Coppa Italia Serie C, dopo avere superato nei turni eliminatori Pro Vercelli e Torres, l'undici di Brambilla accede alla fase finale dove viene sconfitto dalla Lucchese agli ottavi, con un 3-2 maturato ai tempi supplementari.

## Divise e sponsor
Il fornitore tecnico per la stagione 2023-2024 è adidas, mentre gli sponsor ufficiali sono il main sponsor Jeep e il training kit sponsor Allianz.
La prima divisa mantiene la tradizionale palatura bianconera, in questo caso rielaborata attraverso una «finitura spazzolata» che rimanda al manto della zebra, animale-simbolo dell'iconografia juventina; ai dettagli dell'uniforme è riservato il colore giallo. La seconda divisa, prevalentemente bianca, presenta un template fasciato con sezioni in grigio e rosa che, nelle intenzioni, rimandano alle cime alpine che contraddistinguono il profilo urbano torinese. La terza divisa, a tinta unita carbone, omaggia sia il patrimonio architettonico-industriale torinese sia le storiche maglie dei portieri juventini.
| Casa | Trasferta | Terza divisa |

Per i portieri sono disponibili tre divise in varianti azzurro, rosso, verde e arancione.
| 1ª portiere | 2ª portiere | 3ª portiere |

## Organigramma societario
Area sportiva
- Head of Next Gen Area: Claudio Chiellini

Area tecnica
- Allenatore: Massimo Brambilla
- Allenatore in seconda: Mirko Conte
- Collaboratore tecnico: Edoardo Sacchini
- Preparatore atletico: Daniele Palazzolo
- Preparatore atletico: Stefano Cellio
- Preparatore dei portieri: Daniele Borri
- Match Analyst: Matteo Poletti
- Team Manager: Marco Lombardo

Area sanitaria
- Medico: Alberto Ghidella
- Medico: Diego Insalaco
- Operatore sanitario: Marco Casalis
- Operatore sanitario: Nicola Sasso
- Riabilitatore: Giuseppe Maggio
- Centro medico: J-Medical

## Rosa
Rosa aggiornata al 25 febbraio 2024.
| N. |                                 | Ruolo | Calciatore               |
| -- | ------------------------------- | ----- | ------------------------ |
| 1  | Italia (bandiera)               | P     | Giovanni Garofani        |
| 2  | Italia (bandiera)               | D     | Nicolò Savona            |
| 3  | Italia (bandiera)               | D     | Diego Stramaccioni       |
| 4  | Paesi Bassi (bandiera)          | D     | Dean Huijsen             |
| 4  | Brasile (bandiera)              | D     | Pedro Felipe             |
| 5  | Bosnia ed Erzegovina (bandiera) | D     | Tarik Muharemović        |
| 6  | Italia (bandiera)               | C     | Tommaso Maressa          |
| 7  | Italia (bandiera)               | C     | Luis Hasa                |
| 8  | Belgio (bandiera)               | C     | Joseph Nonge             |
| 9  | Italia (bandiera)               | A     | Leonardo Cerri           |
| 10 | Turchia (bandiera)              | A     | Kenan Yıldız             |
| 11 | Belgio (bandiera)               | A     | Samuel Mbangula          |
| 13 | Italia (bandiera)               | D     | Fabrizio Poli (capitano) |
| 14 | Italia (bandiera)               | D     | Gabriele Mulazzi         |
| 15 | Paesi Bassi (bandiera)          | C     | Livano Comenencia        |
| 17 | Italia (bandiera)               | A     | Simone Guerra            |
| 18 | Francia (bandiera)              | D     | Jean-Claude Ntenda       |
| 19 | Svezia (bandiera)               | D     | Jonas Rouhi              |
| 20 | Italia (bandiera)               | C     | Simone Iocolano          |

| N. |                     | Ruolo | Calciatore          |
| -- | ------------------- | ----- | ------------------- |
| 21 | Norvegia (bandiera) | C     | Martin Palumbo      |
| 23 | Italia (bandiera)   | A     | Tommaso Mancini     |
| 24 | Italia (bandiera)   | D     | Alessandro Citi     |
| 25 | Italia (bandiera)   | P     | Simone Scaglia      |
| 26 | Italia (bandiera)   | C     | Samuele Damiani     |
| 27 | Italia (bandiera)   | C     | Andrea Valdesi      |
| 28 | Italia (bandiera)   | C     | Giulio Doratiotto   |
| 29 | Togo (bandiera)     | C     | Dikeni Salifou      |
| 30 | Italia (bandiera)   | P     | Giovanni Daffara    |
| 31 | Italia (bandiera)   | D     | Riccardo Stivanello |
| 32 | Italia (bandiera)   | D     | Riccardo Turicchia  |
| 33 | Italia (bandiera)   | D     | Clemente Perotti    |
| 34 | Italia (bandiera)   | D     | Stefano Turco       |
| 36 | Italia (bandiera)   | A     | Lorenzo Anghelè     |
| 37 | Italia (bandiera)   | D     | Alessandro Bassino  |
| 41 | Italia (bandiera)   | C     | Andrea Bonetti      |
| 44 | Italia (bandiera)   | C     | Nikola Sekulov      |
| 45 | Italia (bandiera)   | P     | Gian Marco Crespi   |
| 50 | Italia (bandiera)   | A     | Marco Da Graca      |

## Calciomercato

### Sessione estiva(dall'1/7 all'1/9)
| Acquisti         | Acquisti                | Acquisti           | Acquisti                      |
| R.               | Nome                    | da                 | Modalità                      |
| ---------------- | ----------------------- | ------------------ | ----------------------------- |
| P                | Stefano Gori            | Perugia            | fine prestito                 |
| D                | Koni De Winter          | Empoli             | fine prestito                 |
| D                | Alessandro Di Pardo     | Cagliari           | fine prestito                 |
| D                | Radu Drăgușin           | Genoa              | fine prestito                 |
| D                | Facundo González        | Valencia           | definitivo                    |
| D                | Albian Hajdari          | Lugano             | fine prestito                 |
| C                | Marley Aké              | Digione            | fine prestito                 |
| C                | Livano Comenencia       | PSV                | definitivo                    |
| C                | Samuele Damiani         | Palermo            | prestito                      |
| C                | Hans Nicolussi Caviglia | Salernitana        | fine prestito                 |
| C                | Martin Palumbo          | Udinese            | definitivo                    |
| C                | Filippo Ranocchia       | Monza              | fine prestito                 |
| A                | Félix Correia           | Marítimo           | fine prestito                 |
| A                | Angel Chibozo           | Real Murcia        | fine prestito                 |
| A                | Simone Guerra           | Feralpisalò        | definitivo                    |
| A                | Christopher Lungoyi     | Ascoli             | fine prestito                 |
| A                | Alejandro Marqués       | Estoril Praia      | fine prestito                 |
| A                | Marco Olivieri          | Perugia            | fine prestito biennale        |
| Altre operazioni |                         |                    |                               |
| R.               | Nome                    | a                  | Modalità                      |
| P                | Mattia Del Favero       | Pro Patria         | fine prestito                 |
| D                | Davide De Marino        | Virtus Francavilla | fine prestito                 |
| D                | Filippo Fiumanò         | Montevarchi        | fine prestito                 |
| D                | Daniel Leo              | Foggia             | fine prestito                 |
| D                | Alessandro Minelli      | Virtus Francavilla | fine prestito                 |
| D                | Erasmo Mulè             | Monopoli           | fine prestito                 |
| D                | Riccardo Stivanello     | Bologna            | prestito                      |
| C                | Dikeni Salifou          | Werder Brema       | prestito                      |
| A                | Ferdinando Del Sole     | Potenza            | risoluzione prestito biennale |
| A                | Gianmarco Di Biase      | Pistoiese          | fine prestito                 |

| Cessioni         | Cessioni              | Cessioni             | Cessioni                                                  |
| R.               | Nome                  | a                    | Modalità                                                  |
| ---------------- | --------------------- | -------------------- | --------------------------------------------------------- |
| P                | Stefano Gori          | Monza                | prestito                                                  |
| D                | Koni De Winter        | Genoa                | prestito con obbligo di riscatto                          |
| D                | Alessandro Di Pardo   | Cagliari             | riscatto prestito (1,1 mln €)                             |
| D                | Radu Drăgușin         | Genoa                | riscatto prestito (5,5 mln € + 1,8 mln € bonus)           |
| D                | Facundo González      | Sampdoria            | prestito                                                  |
| D                | Albian Hajdari        | Lugano               | riscatto prestito                                         |
| C                | Marley Aké            | Udinese              | prestito                                                  |
| C                | Enzo Barrenechea      | Frosinone            | prestito                                                  |
| C                | Martin Palumbo        | Udinese              | fine prestito                                             |
| C                | Filippo Ranocchia     | Empoli               | prestito (500 mila €) con opzione di riscatto (5,5 mln €) |
| A                | Angel Chibozo         | Amiens               | riscatto prestito (1 milione €)                           |
| A                | Félix Correia         | Gil Vicente          | prestito                                                  |
| A                | Christopher Lungoyi   | Yverdon              | prestito                                                  |
| A                | Alejandro Marqués     | Estoril Praia        | riscatto prestito                                         |
| A                | Marco Olivieri        | Venezia              | prestito                                                  |
| Altre operazioni |                       |                      |                                                           |
| R.               | Nome                  | a                    | Modalità                                                  |
| P                | Gian Marco Crespi     | Crotone              | fine prestito                                             |
| P                | Mattia Del Favero     | SPAL                 | definitivo                                                |
| P                | Marco Raina           | Arzignano Valchiampo | definitivo                                                |
| D                | Tommaso Barbieri      | Pisa                 | prestito con opzione di riscatto (2 mln €)                |
| D                | Davide De Marino      | Virtus Francavilla   | prestito                                                  |
| D                | Daniel Leo            | Crotone              | definitivo                                                |
| D                | Alessandro Minelli    | Pro Patria           | prestito                                                  |
| D                | Erasmo Mulè           | Avellino             | definitivo                                                |
| D                | Félix Nzouango        | Beerschot VA         | definitivo                                                |
| D                | Alessandro Pio Riccio | Modena               | prestito                                                  |
| C                | Michele Besaggio      | Genoa                | fine prestito                                             |
| C                | Andrea Bonetti        | Taranto              | prestito                                                  |
| C                | Mattia Compagnon      | Feralpisalò          | prestito                                                  |
| C                | Daouda Peeters        | Südtirol             | prestito                                                  |
| C                | Nikola Sekulov        | Cremonese            | prestito                                                  |
| C                | Alessandro Sersanti   | Lecco                | prestito                                                  |
| A                | Yannick Cotter        | Yverdon              | definitivo                                                |
| A                | Nicolò Cudrig         | Perugia              | prestito                                                  |
| A                | Marco Da Graca        | Amorebieta           | prestito                                                  |
| A                | Ferdinando Del Sole   | Latina               | prestito                                                  |
| A                | Emanuele Pecorino     | Südtirol             | prestito                                                  |
| A                | Mirco Lipari          | Recanatese           | prestito                                                  |

### Operazioni esterne alle sessioni(dal 2/9 all'1/1)
| Acquisti | Acquisti          | Acquisti | Acquisti   |
| R.       | Nome              | da       | Modalità   |
| -------- | ----------------- | -------- | ---------- |
| P        | Gian Marco Crespi |          | svincolato |

| Cessioni | Cessioni | Cessioni | Cessioni |
| R.       | Nome     | a        | Modalità |
| -------- | -------- | -------- | -------- |

### Sessione invernale(dal 2/1 all'1/2)
| Acquisti         | Acquisti          | Acquisti   | Acquisti             |
| R.               | Nome              | da         | Modalità             |
| ---------------- | ----------------- | ---------- | -------------------- |
| C                | Marley Aké        | Udinese    | risoluzione prestito |
| C                | Filippo Ranocchia | Empoli     | risoluzione prestito |
| Altre operazioni |                   |            |                      |
| R.               | Nome              | a          | Modalità             |
| D                | Pedro Felipe      | Palmeiras  | prestito             |
| C                | Andrea Bonetti    | Taranto    | risoluzione prestito |
| C                | Nikola Sekulov    | Cremonese  | risoluzione prestito |
| A                | Marco Da Graca    | Amorebieta | risoluzione prestito |

| Cessioni         | Cessioni          | Cessioni       | Cessioni   |
| R.               | Nome              | a              | Modalità   |
| ---------------- | ----------------- | -------------- | ---------- |
| D                | Dean Huijsen      | Roma           | prestito   |
| C                | Marley Aké        | Yverdon        | prestito   |
| C                | Filippo Ranocchia | Palermo        | definitivo |
| Altre operazioni |                   |                |            |
| R.               | Nome              | a              | Modalità   |
| P                | Gian Marco Crespi | Spezia         | definitivo |
| D                | Alessandro Citi   | Pro Vercelli   | prestito   |
| C                | Giulio Doratiotto | Phoenix Rising | definitivo |
| C                | Andrea Valdesi    | Giugliano      | prestito   |

### Operazioni esterne alle sessioni(dal 2/2 al 30/6)
| Acquisti | Acquisti | Acquisti | Acquisti |
| R.       | Nome     | da       | Modalità |
| -------- | -------- | -------- | -------- |

| Cessioni | Cessioni           | Cessioni   | Cessioni |
| R.       | Nome               | a          | Modalità |
| -------- | ------------------ | ---------- | -------- |
| D        | Jean-Claude Ntenda | Sion       | prestito |
| C        | Tommaso Maressa    | Bellinzona | prestito |

## Risultati

### Serie C

#### Girone di andata
| Arbitro: | Mirabella (Napoli) |

|                                |           |            |
| Cuppone 11’, 42’ Accornero 33’ | Marcatori | 54’ Guerra |

| Arbitro: | Zoppi (Firenze) |

|                     |           |  |
| Cerri 4’ Guerra 63’ | Marcatori |  |

| Arbitro: | Zago (Conegliano) |

|                                            |           |                                       |
| Capanni 3’ Lamesta 54’ Morra 70’ Gigli 87’ | Marcatori | 1’ Comenencia 29’ Cerri 68’ Turicchia |

| Arbitro: | Ramondino (Palermo) |

|  |           |               |
|  | Marcatori | 90+1’ Bertini |

| Arbitro: | Canci (Carrara) |

|              |           |                      |
| Spagnoli 42’ | Marcatori | 38’ Yıldız 65’ Cerri |

| Arbitro: | Luongo (Napoli) |

|  |           |             |
|  | Marcatori | 74’ Liviero |

| Carrara 8 ottobre 2023, ore 20:45 CEST 7ª giornata | Sestri Levante        | 0 – 0 referto | Juventus Next Gen | Stadio dei Marmi (350 spett.)\| Arbitro: \| Catanzaro[87] (Catanzaro) \| |
| Arbitro:                                           | Catanzaro (Catanzaro) |               |                   |                                                                          |

| Arbitro: | Gavini (Aprilia) |

|                   |           |  |
| Rizzo Pinna 90+1’ | Marcatori |  |

| Arbitro: | Leone (Barletta) |

|  |           |                                     |
|  | Marcatori | 45+1’ (rig.) Fed. Vázquez 52’ Kouan |

| Arbitro: | Burlando (Genova) |

|           |           |              |
| Spina 61’ | Marcatori | 45+3’ Guerra |

| Arbitro: | Cappai (Cagliari) |

|                                 |           |           |
| Salifou 60’, 62’ Mbangula 90+4’ | Marcatori | 70’ Nanni |

| Arbitro: | Iannello (Messina) |

|             |           |  |
| Selleri 10’ | Marcatori |  |

| Arbitro: | Allegretta (Molfetta) |

|  |           |               |
|  | Marcatori | 63’ G. Panico |

| Arbitro: | Djurdjevic (Trieste) |

|  |           |         |
|  | Marcatori | 8’ Hasa |

| Arbitro: | Ceriello (Chiari) |

|                    |           |  |
| Masetti 18’ (aut.) | Marcatori |  |

| Arbitro: | Bozzetto (Bergamo) |

|                |           |  |
| Pieraccini 69’ | Marcatori |  |

| Arbitro: | Iacobellis (Pisa) |

|                                |           |                                    |
| Guerra 56’ Yıldız 90+4’ (rig.) | Marcatori | 78’ Njambè 90+5’ (rig.) Volpicelli |

| Arbitro: | Ursini (Pescara) |

|                          |           |            |
| Santi 82’ Giandonato 88’ | Marcatori | 55’ Guerra |

| Arbitro: | D'Eusanio (Faenza) |

|           |           |              |
| Rouhi 43’ | Marcatori | 68’ Di Paola |

#### Girone di ritorno
| Arbitro: | Turrini (Firenze) |

|                                            |           |                                              |
| Damiani 41’ Comenencia 57’ Guerra 62’, 79’ | Marcatori | 20’ Cangiano 60’ Cuppone 90+3’ (rig.) Tunjov |

| Arbitro: | Viapiana (Catanzaro) |

|            |           |                 |
| Sbaffo 59’ | Marcatori | 74’ Muharemović |

| Alessandria 20 gennaio 2024, ore 16:15 CET 22ª giornata | Juventus Next Gen | 0 – 0 referto | Rimini | Stadio Giuseppe Moccagatta (82 spett.)\| Arbitro: \| Zoppi[108] (Firenze) \| |
| Arbitro:                                                | Zoppi (Firenze)   |               |        |                                                                              |

| Arbitro: | Nigro (Prato) |

|           |           |                                    |
| Rabbi 27’ | Marcatori | 11’ Guerra 21’ Damiani 90+3’ Cerri |

| Arbitro: | Marotta (Sapri) |

|                                  |           |                            |
| Cerri 38’ Sekulov 57’ Guerra 75’ | Marcatori | 23’ Giampaolo 50’ Spagnoli |

| Arbitro: | Silvestri (Roma 1) |

|                     |           |                                     |
| Scotto 90+4’ (rig.) | Marcatori | 19’ Sekulov 79’ Damiani 81’ Anghelè |

| Arbitro: | Manedo Mazzoni (Prato) |

|           |           |  |
| Rouhi 22’ | Marcatori |  |

| Arbitro: | Ceriello (Chiari) |

|             |           |                  |
| Anghelè 51’ | Marcatori | 16’ Cangianiello |

| Arbitro: | Vergaro (Bari) |

|                     |           |  |
| Sylla 45’ Lewis 55’ | Marcatori |  |

| Arbitro: | Renzi (Pesaro) |

|                 |           |                        |
| Guerra 63’, 82’ | Marcatori | 57’ Morelli 90+3’ Udoh |

| Arbitro: | Luongo (Napoli) |

|  |           |                                         |
|  | Marcatori | 3’ Guerra 5’ Hasa 42’ Sekulov 51’ Cerri |

| Arbitro: | Di Loreto (Terni) |

|             |           |                  |
| Sekulov 21’ | Marcatori | 2’ (aut.) Savona |

| Arbitro: | Burlando (Genova) |

|             |           |  |
| Finotto 60’ | Marcatori |  |

| Arbitro: | Mastrodomenico (Matera) |

|                        |           |  |
| Damiani 42’ Guerra 81’ | Marcatori |  |

| Arbitro: | Ceriello (Chiari) |

|  |           |            |
|  | Marcatori | 28’ Guerra |

| Arbitro: | Zago (Conegliano) |

|               |           |                         |
| Turicchia 79’ | Marcatori | 89’ Ciofi 90+3’ Corazza |

| Arbitro: | Renzi (Pesaro) |

|           |           |                         |
| Villa 18’ | Marcatori | 19’ Sekulov 72’ Anghelè |

| Arbitro: | Gigliotti (Cosenza) |

|                      |           |                |
| Guerra 15’ Nonge 80’ | Marcatori | 44’ Sorrentino |

| Arbitro: | Canci (Carrera) |

|                          |           |             |
| Zagnoni 25’ Di Paola 89’ | Marcatori | 36’ Sekulov |

#### Play-off

##### Turni preliminari
| Arbitro: | Sacchi (Macerata) |

|                                 |           |  |
| Savona 72’ (rig.) Damiani 90+8’ | Marcatori |  |

| Arbitro: | Delrio (Reggio Emilia) |

|               |           |                                        |
| Cuppone 90+6’ | Marcatori | 6’ Sekulov 90+3’ Guerra 90+8’ Mbangula |

##### Fase nazionale
| Arbitro: | Frascaro (Firenze) |

|  |           |              |
|  | Marcatori | 90+2’ Curcio |

| Arbitro: | Zanotti (Rimini) |

|               |           |                                  |
| Paglino 90+1’ | Marcatori | 18’ Sekulov 48’ Cerri 68’ Guerra |

| Arbitro: | Calzavara (Varese) |

|            |           |             |
| Savona 20’ | Marcatori | 71’ Capezzi |

| Arbitro: | Arena (Torre del Greco) |

|                           |           |                       |
| Palmieri 2’ Giannetti 57’ | Marcatori | 21’ Sekulov 67’ Cerri |

### Coppa Italia Serie C

#### Turni eliminatori
| Arbitro: | Tona Mbei (Cuneo) |

|          |           |                                                   |
| Gheza 8’ | Marcatori | 18’ Ntenda 42’, 51’ (rig.), 67’ Mancini 47’ Nonge |

| Arbitro: | Gemelli (Messina) |

|                |           |  |
| Comenencia 97’ | Marcatori |  |

#### Fase finale
| Arbitro: | Peletti (Crema) |

|                                          |           |                                |
| Rizzo Pinna 85’ Magnaghi 114’ Russo 118’ | Marcatori | 90’ (rig.) Palumbo 104’ Guerra |

## Statistiche

### Statistiche di squadra
Statistiche aggiornate al 25 maggio 2024.
| Competizione         | Punti            | In casa | In casa | In casa | In casa | In casa | In casa | In trasferta | In trasferta | In trasferta | In trasferta | In trasferta | In trasferta | Totale | Totale | Totale | Totale | Totale | Totale | D.R. |
| Competizione         | Punti            | G       | V       | N       | P       | GF      | GS      | G            | V            | N            | P            | GF           | GS           | G      | V      | N      | P      | GF     | GS     | D.R. |
| -------------------- | ---------------- | ------- | ------- | ------- | ------- | ------- | ------- | ------------ | ------------ | ------------ | ------------ | ------------ | ------------ | ------ | ------ | ------ | ------ | ------ | ------ | ---- |
| Serie C              | 54               | 19      | 8       | 6       | 5       | 26      | 21      | 19           | 7            | 3            | 9            | 24           | 23           | 38     | 15     | 9      | 14     | 50     | 44     | +6   |
| Play-off             | -                | 3       | 1       | 1       | 1       | 3       | 2       | 3            | 2            | 1            | 0            | 8            | 4            | 6      | 3      | 2      | 1      | 11     | 6      | +5   |
| Coppa Italia Serie C | Ottavi di finale | 1       | 1       | 0       | 0       | 1       | 0       | 2            | 1            | 0            | 1            | 7            | 4            | 3      | 2      | 0      | 1      | 8      | 4      | +4   |
| Totale               | -                | 23      | 10      | 7       | 6       | 30      | 23      | 24           | 10           | 4            | 10           | 39           | 31           | 47     | 20     | 11     | 16     | 69     | 54     | +15  |

### Andamento in campionato
| Giornata  | 1  | 2  | 3  | 4  | 5  | 6  | 7  | 8  | 9  | 10 | 11 | 12 | 13 | 14 | 15 | 16 | 17 | 18 | 19 | 20 | 21 | 22 | 23 | 24 | 25 | 26 | 27 | 28 | 29 | 30 | 31 | 32 | 33 | 34 | 35 | 36 | 37 | 38 |
| --------- | -- | -- | -- | -- | -- | -- | -- | -- | -- | -- | -- | -- | -- | -- | -- | -- | -- | -- | -- | -- | -- | -- | -- | -- | -- | -- | -- | -- | -- | -- | -- | -- | -- | -- | -- | -- | -- | -- |
| Luogo     | T  | T  | C  | T  | C  | C  | T  | T  | C  | T  | C  | T  | C  | T  | C  | T  | C  | T  | C  | C  | T  | C  | T  | C  | T  | C  | C  | T  | C  | T  | C  | T  | C  | T  | C  | T  | C  | T  |
| Risultato | P  | V  | P  | P  | V  | P  | N  | P  | P  | N  | V  | P  | P  | V  | V  | P  | N  | P  | N  | V  | N  | N  | V  | V  | V  | V  | N  | P  | N  | V  | N  | P  | V  | V  | P  | V  | V  | P  |
| Posizione | 18 | 18 | 20 | 18 | 10 | 14 | 16 | 18 | 17 | 14 | 17 | 19 | 17 | 19 | 19 | 18 | 19 | 16 | 16 | 14 | 14 | 14 | 12 | 9  | 8  | 8  | 8  | 9  | 8  | 8  | 8  | 9  | 9  | 6  | 8  | 7  | 6  | 7  |

Fonte:  Serie C girone B – Classifica, su lega-pro.com.
Legenda:

Luogo: C = Casa; T = Trasferta. Risultato: V = Vittoria; N = Pareggio; P = Sconfitta.